# Ривалд (Куявсько-Поморське воєводство)
Ривалд (пол. Rywałd) — село в Польщі, у гміні Радзинь-Хелмінський Ґрудзьондзького повіту Куявсько-Поморського воєводства.
Населення — 381 особа (2011).
У 1975-1998 роках село належало до Торунського воєводства.

## Демографія
Демографічна структура станом на 31 березня 2011 року:
|          | Загалом | Допрацездатний вік | Працездатний вік | Постпрацездатний вік |
| -------- | ------- | ------------------ | ---------------- | -------------------- |
| Чоловіки | 194     | 46                 | 132              | 16                   |
| Жінки    | 187     | 41                 | 117              | 29                   |
| Разом    | 381     | 87                 | 249              | 45                   |